# Rainald II. (Sens)
Rainald II. von Sens († 1055) war ein Graf von Sens. Er war ein Sohn des Grafen Fromond II. von Sens.
Wie schon sein Vater war Rainald ein Feind des Erzbischofs Léotheric von Sens, dem er stets den Rücken zugewandt habe. Ebenso war er ein Gegner König Roberts II. des Frommen, weil er sich gegen die Einsetzung des Prinzen Heinrich als Herzog in Burgund gewandt hatte. Nachdem die Fehde zwischen Rainald und dem Erzbischof gewalttätig eskalierte, marschierte König Robert II. 1015 mit einem Heer vor Sens; der überraschte Rainald floh angeblich nackt zu dem mächtigen Grafen Odo II. von Blois, während sein Bruder Fromond die Verteidigung der Stadt übernahm, die sich aber dem König ergeben musste.
Von der neu erbauten Burg Montereau aus eroberte Rainald mit der Unterstützung des Grafen von Blois die Stadt wieder zurück, allerdings wurde er bei der Ausübung der Herrschaft durch Odo II. von Blois in den Schatten gedrängt. Nachdem Erzbischof Léotheric 1032 gestorben war, wechselte Rainald wieder in das königliche Lager, da sein Vetter Gilduin von Joigny von König Heinrich I. zum neuen Erzbischof von Sens ernannt wurde. Odo II. von Blois konnte im Jahr 1034 aus Sens vertrieben werden.  
Von Rainald ist bis zu seinem Tod 1055 nichts weiter überliefert, er wurde in der Abtei Sainte-Colombe bestattet. Er hatte einen Sohn, Fromond III., der Sens wohl unmittelbar nach Rainalds Tod, aber bis spätestens 1060 an die Krone abgetreten hatte. Der Historiker Rodulfus Glaber berichtete, dass Graf Rainald II. von den Bürgern von Sens „Judenkönig“ genannt wurde wegen seiner angeblichen Vorliebe für das Volk der Hebräer.